# 5465 Chumakov
5465 Chumakov (1986 RF13) là một tiểu hành tinh vành đai chính được phát hiện ngày 9 tháng 9 năm 1986 bởi Karachkina, L. G. ở Nauchnyj.